# Stureby
Stureby is een station van de metro van Stockholm in het stadsdeel Enskede-Årsta-Vantör van Stockholm aan metrolijn T19 van de groene route en ligt op 5,8 km ten zuiden van Slussen.

## Geschiedenis
Het station is op 10 januari 1930 geopend als onderdeel van de Örbybanan (lijn 19), een voorstadstram op een vrije baan tussen het centrum en Örby. Deze lijn is ten noorden van Stureby tussen 1946 en 1951 omgebouwd tot metro. Het deel tussen Stureby en Örby, dat langs de Sågverksgatan liep, is echter niet tot metro omgebouwd maar op 9 september 1951 gesloten. In verband met de reizigersaantallen in de dun bebouwde villawijken ten westen van Stureby werd daar omgeschakeld op busvervoer. De opening van de metro betekende dat Stureby voorlopig het zuidelijke eindpunt was van de metro.

## Metro
In 1951 was er nog sprake van een provisorisch station. Op 1 oktober 1953 was ook de ombouw van het station tot het huidige gereed. Hierbij werd ten behoeve van de verdere verlenging een dubbelsporig viaduct over de Bandhagsvägen gebouwd. Aan de oostkant liggen twee enkelsporige viaducten over de Skönviksvägen. Het station zelf ligt tussen Sågverksgatan aan de noorkant en de Munksjövägen aan de zuidkant. De toegang tot het station ligt aan de westkant van het perron onder de sporen. Wie het perron opkomt ziet links het spoor naar Hässelby strand en rechts dat naar Hagsätra. Op 22 november 1954 werd de verlenging tot Bandhagen geopend, een nieuw geplande wijk met hoogbouw en voldoende reizigers aanbod om een metro te rechtvaardigen. In 2012 werd het station opgesierd met een groen gepatineerd bronzenbeeld van Carin Ellberg.
Hässelby strand · 
Hässelby gård ·
Johannelund ·
Vällingby ·
Råcksta ·
Blackeberg ·
Islandstorget ·
Ängbyplan ·
Åkeshov· 
Brommaplan·
Abrahamsberg· 
Stora Mossen· 
Alvik · 
Kristineberg · 
Thorildsplan  · 
Fridhemsplan · 
S:t Eriksplan · 
Odenplan  · 
Rådmansgatan  · 
Hötorget · 
T-Centralen ·  
Gamla Stan · 
Slussen · 
Medborgarplatsen ·  
Skanstull · 
Gullmarsplan ·  
Globen ·
Enskede gård ·
Sockenplan ·
Svedmyra ·
Stureby ·
Bandhagen ·
Högdalen ·
Rågsved ·
Hagsätra